# Lamprophthalma japonica
Lamprophthalma japonica är en tvåvingeart som beskrevs av Frey 1964. Lamprophthalma japonica ingår i släktet Lamprophthalma och familjen bredmunsflugor. Inga underarter finns listade i Catalogue of Life.